# Tarazá
Tarazá è un comune della Colombia facente parte del dipartimento di Antioquia.
Il centro abitato venne fondato da María del Socorro Casas Gómez e Francisco Valencia Rivera nel 1953, mentre l'istituzione del comune è del 1979.